# Eskil (Aksaray)
Eskil ist eine Stadt und ein Landkreis in der türkischen Provinz Aksaray. Sie wurde 1929 zu einer Belediye erhoben. Über 66 Prozent der Landkreisbevölkerung entfallen auf die Kreisstadt. Der 1990 gegründete Landkreis befindet sich im Westen der Provinz und grenzt an den Tuz Gölü. Der Landkreis ist komplett eben und besitzt keine Hügel oder Berge. Das Klima ist kontinental. Neben der Stadt Eskil gibt es mit Eşmekaya noch eine weitere Gemeinde (2643 Einwohner) und elf Dörfer, von denen drei mehr Einwohner als der Durchschnitt haben (598 Einw.): Güneşli (1599), Başaran (707) und Büğet (704 Einw.). Der Kreis hat die niedrigste Bevölkerungsdichte der Provinz (16 Einw. je km²), über 24 % der Bevölkerung lebt auf dem Land.